# Liste der Biografien/Feu
Liste der Biografien |
Portal Biografien |
Personensuche
# |
A |
B |
C |
D |
E |
F |
G |
H |
I |
J |
K |
L |
M |
N |
O |
P |
Q |
R |
S |
T |
U |
V |
W |
X |
Y |
Z |
?
 
Fa |
Fe |
Ff |
Fh |
Fi |
Fj |
Fk |
Fl |
Fm |
Fn |
Fo |
Fr |
Ft |
Fu |
Fy
 
Fea |
Feb |
Fec |
Fed |
Fee |
Fef |
Feg |
Feh |
Fei |
Fej |
Fek |
Fel |
Fem |
Fen |
Feo |
Fer |
Fes |
Fet |
Feu |
Fev |
Few |
Fey |
Fez
Die Liste der Biografien führt alle Personen auf, die in der deutschsprachigen Wikipedia einen Artikel haben. Dieses ist eine Teilliste mit 244 Einträgen von Personen, deren Namen mit den Buchstaben „Feu“ beginnt.

## Feu

### Feuc
- Feuchère, Jean-Jacques (1807–1852), französischer Bildhauer
- Feuchert, Sascha (* 1971), deutscher Literaturwissenschaftler und Publizist
- Feucht, Dietmar (* 1967), deutscher Fußballspieler
- Feucht, Emil (1910–2000), deutscher Kaufmann und Politiker (FDP/DVP)
- Feucht, Erika (* 1938), deutsche Ägyptologin
- Feucht, Jakob (1540–1580), Weihbischof in Bamberg und Titularbischof in Athyra
- Feucht, Jochen (* 1968), deutscher Jazzmusiker (Holzblasinstrumente, Komposition)
- Feucht, Jürgen (* 1952), deutscher Automobilrennfahrer
- Feucht, Karl (1893–1954), deutscher Flugzeugmechaniker und PolarfliegerKarl Feucht (1893–1954)

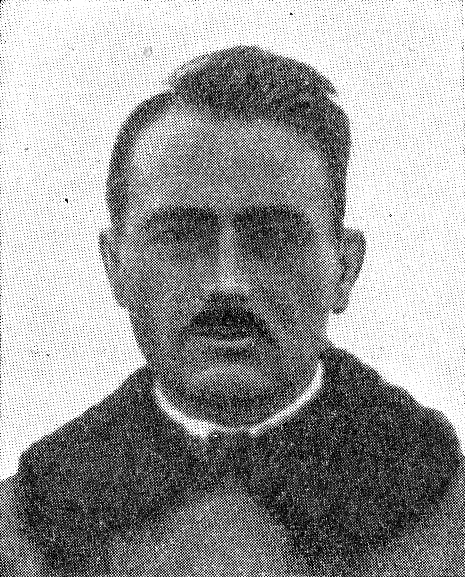
Karl Feucht (1893–1954)

- Feucht, Otto (1879–1971), deutscher Förster und Forstwissenschaftler
- Feucht, Sibylle (* 1968), deutsche Künstlerin
- Feucht, Theodore (1867–1944), deutscher Maler
- Feuchte, Paul (1919–2013), deutscher Rechtswissenschaftler, Ministerialbeamter und Hochschullehrer
- Feuchtenberg, Walter (1923–1987), deutscher Schauspieler
- Feuchtenberger, Anke (* 1963), deutsche Comiczeichnerin und Illustratorin
- Feuchtenberger, Peter (* 1943), deutscher Offizier im Ministerium für Staatssicherheit (MfS) der DDR, persönlicher Referent von Markus Wolf
- Feuchter, Rainer (1949–2017), deutscher Lehrer, Gastronom, Koch, Hotelier und Buchautor
- Feuchtersleben, Eduard von (1798–1857), österreichischer Bergingenieur und Literat
- Feuchtersleben, Ernst von (1806–1849), österreichischer Popularphilosoph, Arzt, Lyriker und Essayist
- Feuchtinger, Edgar (1894–1960), deutscher Offizier und GeneralleutnantEdgar Feuchtinger (1894–1960)

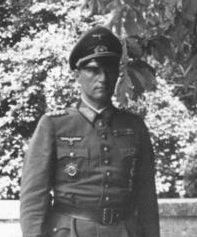
Edgar Feuchtinger (1894–1960)

- Feuchtinger, Helmut (1929–2001), deutscher Kommunalpolitiker (CSU)
- Feuchtmann Pérez, Emil (* 1983), chilenisch-deutscher Handballspieler
- Feuchtmann Pérez, Erwin (* 1990), chilenisch-deutscher Handballspieler
- Feuchtmann Pérez, Harald (* 1987), chilenisch-deutscher Handballspieler
- Feuchtmayer, Franz Joseph (1660–1718), deutscher Stuckateur und Bildhauer des Barock
- Feuchtmayer, Franz Xaver, deutscher Stuckateur und Bildhauer des Rokoko
- Feuchtmayer, Franz Xaver der Jüngere (1735–1803), Münchner Hofstuckateur des Spätbarock (Rokoko), Wessobrunner Schule
- Feuchtmayer, Johann Michael (1666–1713), deutscher Maler und Kupferstecher des Barock
- Feuchtmayer, Johann Michael der Jüngere (1709–1772), Stuckateur und Bildhauer des Rokoko
- Feuchtmayer, Joseph Anton († 1770), deutscher Stuckateur und Bildhauer des Rokoko
- Feuchtmayr, Karl (1893–1961), deutscher Kunsthistoriker
- Feuchtmüller, Rupert (1920–2010), österreichischer Kunsthistoriker
- Feuchtner, Bernd (1949–2025), deutscher Publizist, Operndirektor und Dramaturg
- Feuchtwanger, Edgar (* 1924), deutsch-britischer Historiker
- Feuchtwanger, Franz (1908–1991), deutscher Kunsthistoriker und politischer Funktionär der KPD
- Feuchtwanger, Lion (1884–1958), deutscher SchriftstellerLion Feuchtwanger (1884–1958)

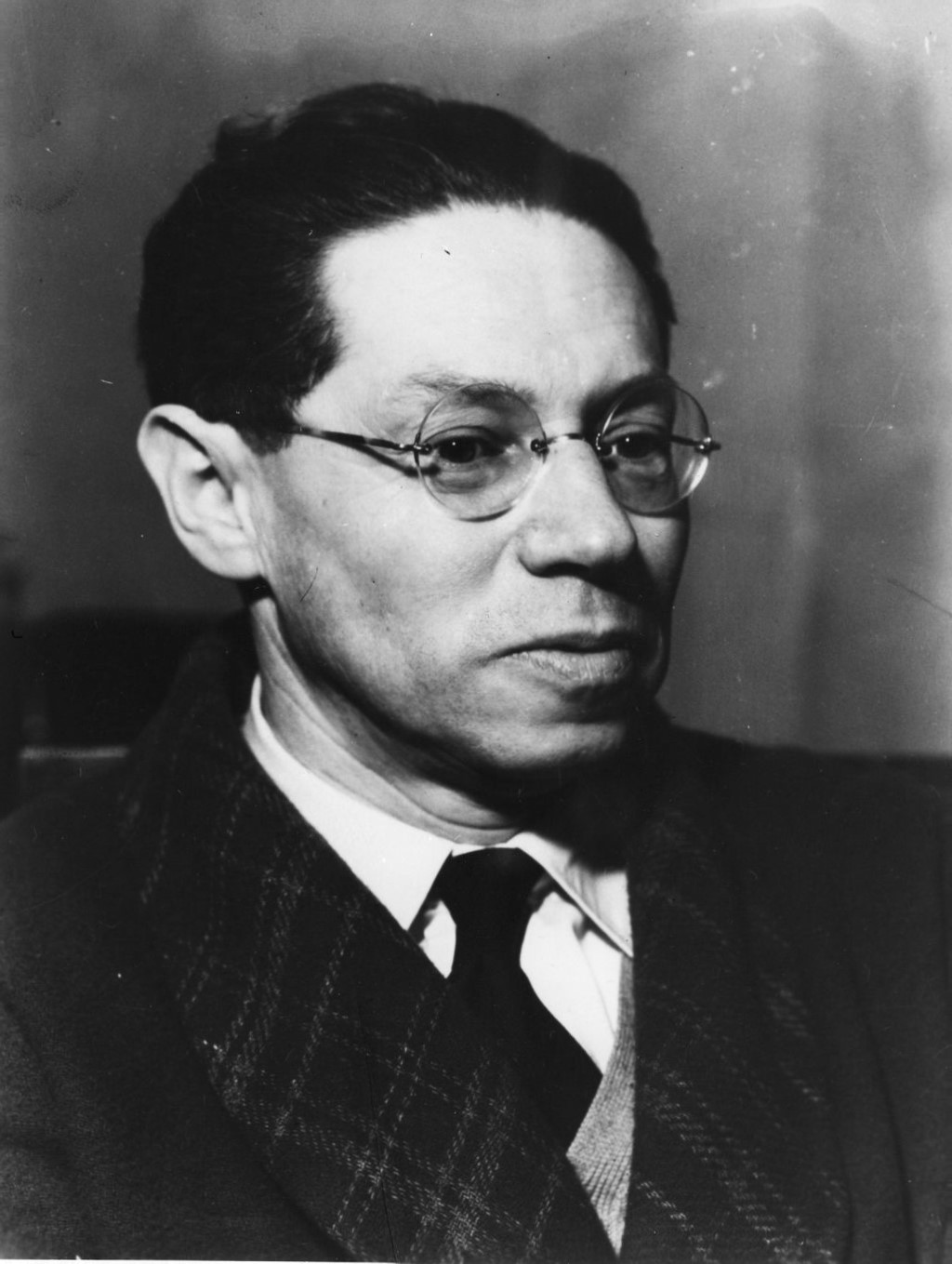
Lion Feuchtwanger (1884–1958)

- Feuchtwanger, Ludwig (1885–1947), deutscher Anwalt und Verleger
- Feuchtwanger, Marta (1891–1987), deutsch-amerikanische Kustodin
- Feuchtwanger, Martin (1886–1952), deutscher Schriftsteller, Journalist und Verleger
- Feuchtwanger, Peter (1930–2016), deutscher Klavierpädagoge und Komponist

### Feud
- Feudel, Arthur (1857–1929), deutsch-amerikanischer Maler
- Feudel, Constantin (1860–1930), deutscher Maler
- Feudel, Elfriede (1881–1966), deutsche Wegbereiterin der Rhythmik
- Feudel, Ulrike (* 1957), deutsche Physikerin
- Feudjio, Jerome (* 1955), kamerunisch-US-amerikanischer Geistlicher, römisch-katholischer Bischof von Saint Thomas
- Feudjou, Loïc (* 1992), kamerunischer Fußballspieler

### Feue
- Feuer, Cy (1911–2006), US-amerikanischer Musikdirektor, Komponist, Film- und Theaterproduzent
- Feuer, Debra (* 1959), US-amerikanische Schauspielerin
- Feuer, Henry (1912–2011), österreichisch-US-amerikanischer Chemiker und Hochschullehrer
- Feuer, Ian (* 1971), US-amerikanischer Fußballspieler
- Feuerabendt, Sigmund (1928–2024), deutscher Yogalehrer
- Feuerbach, Al (* 1948), US-amerikanischer Kugelstoßer
- Feuerbach, Anselm (1829–1880), deutscher MalerAnselm Feuerbach (1829–1880)

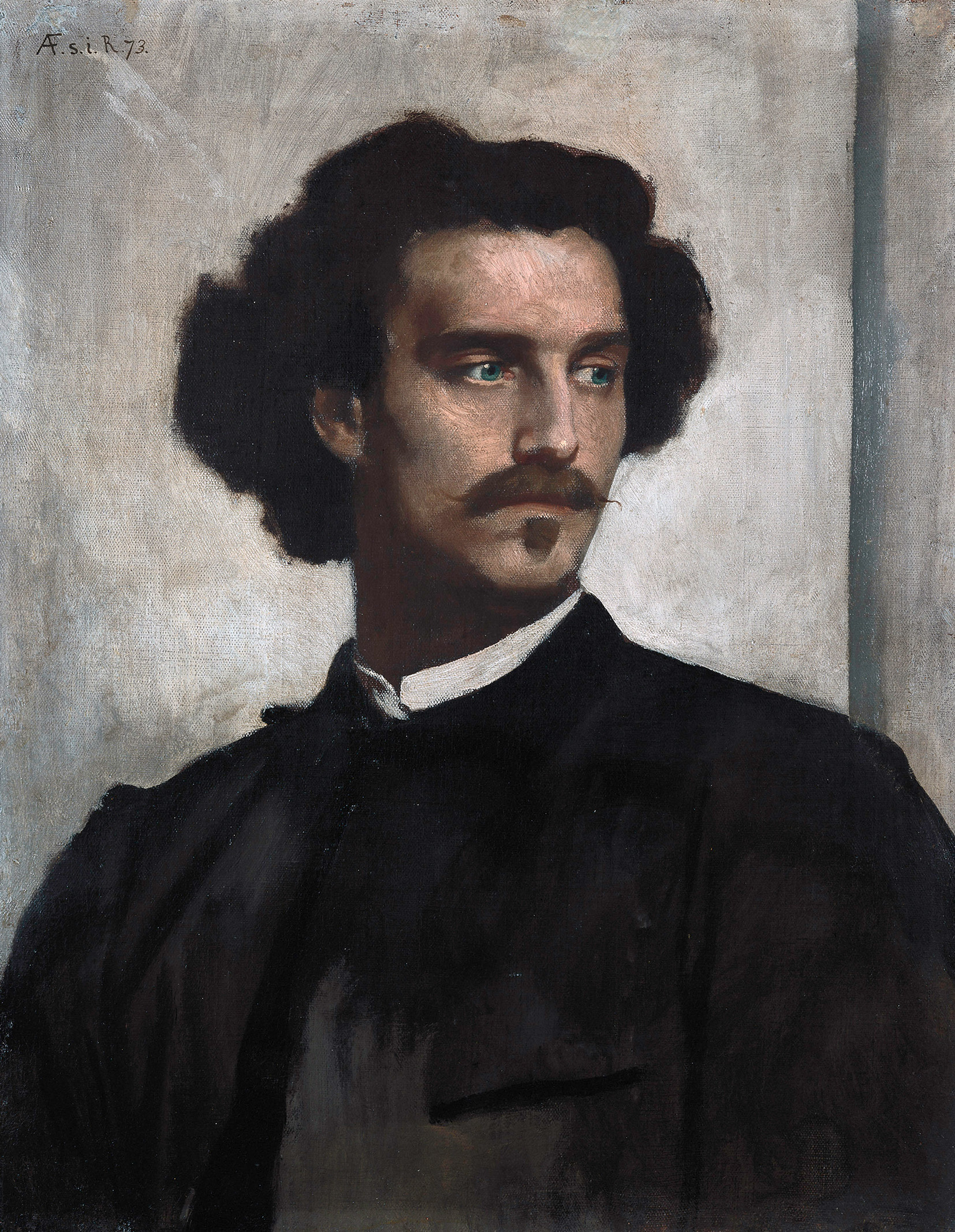
Anselm Feuerbach (1829–1880)

- Feuerbach, Bianca (* 1975), deutsche Fußballspielerin
- Feuerbach, Eduard August (1803–1843), deutscher Rechtswissenschaftler
- Feuerbach, Eleonore (1839–1923), deutsche Schriftstellerin
- Feuerbach, Friedrich (1806–1880), deutscher Privatgelehrter und Philosoph
- Feuerbach, Henriette (1812–1892), deutsche Schriftstellerin
- Feuerbach, Johann Peter von (1761–1825), deutscher politischer Beamter
- Feuerbach, Joseph Anselm (1798–1851), deutscher Altphilologe und Klassischer Archäologe
- Feuerbach, Karl Wilhelm (1800–1834), deutscher Mathematiker
- Feuerbach, Lawrence (1879–1911), US-amerikanischer Kugelstoßer
- Feuerbach, Ludwig (1804–1872), deutscher PhilosophLudwig Feuerbach (1804–1872)

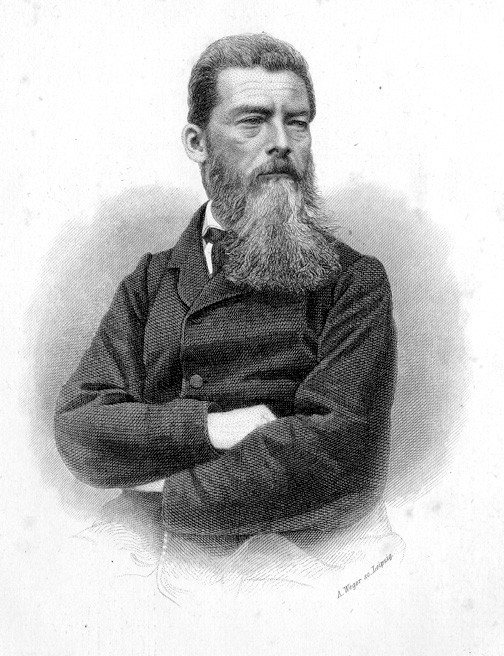
Ludwig Feuerbach (1804–1872)

- Feuerbach, Olive (* 1952), deutsche Schriftstellerin und Fotografin
- Feuerbach, Paul Johann Anselm von (1775–1833), deutscher Rechtsgelehrter, Begründer der modernen deutschen Strafrechtslehre
- Feuerbach, Sam (* 1962), deutscher Fantasy-, High Fantasy- und Thrillerautor
- Feuerbacher, Adrian (* 1973), deutscher Radiojournalist
- Feuerbacher, Berndt (1940–2020), deutscher Physiker und Hochschullehrer
- Feuerbacher, Matern, Anführer während des Bauernkriegs
- Feuerbaum, Ernst (1926–2014), deutscher Betriebswirt
- Feuerbaum, Johannes (1890–1953), deutscher Politiker (DVP), MdR
- Feuerbaum, Paul (1900–1942), deutscher Wirtschaftsfunktionär
- Feuerberg, Christa (* 1955), deutsche Künstlerin
- Feuerberg, Dirk (* 1963), deutscher Jurist und politischer Beamter
- Feuerberg, Helmuth (* 1926), deutscher Fußballspieler
- Feuerborn, Andreas (* 1960), deutscher Rechtswissenschaftler
- Feuerborn, Heinrich Jacob (1883–1979), deutscher Zoologe und Limnologe
- Feuerborn, Heinz (1930–2018), deutscher Maler und Bildhauer
- Feuerborn, Justus (1587–1656), deutscher lutherischer Theologe
- Feuerborn, Olaf (* 1961), deutscher Landwirt und Politiker (CDU), MdL
- Feuerborn, Otto (1887–1965), deutscher Forstwirt und nationalsozialistischer Landrat
- Feuerecker, Andreas (* 1991), deutscher Eishockeyspieler
- Feuereisen, Arnold (1868–1943), deutschbaltischer Archivar
- Feuereisen, Carl Gottlob, Königlich Großbritannischer und Kurfürstlich Braunschweig-Lüneburgischer Hofgärtner und Sachbuchautor
- Feuerer, Josef (1911–1942), deutscher Widerstandskämpfer
- Feuerer, Karl (1907–1968), deutscher Kommunist, Widerstandskämpfer gegen das NS-Regime und KZ-Häftling
- Feuerfeil, Markus (* 1980), österreichischer Fußballspieler
- Feuerhahn, Hermann (1873–1941), deutscher Bildhauer
- Feuerhahn, Ronald (* 1953), deutscher Fußballspieler
- Feuerhake, Adolf (1903–1986), deutscher Landwirt und Ministerialbeamter
- Feuerherdt, Alex (* 1969), deutscher PublizistAlex Feuerherdt (* 1969)

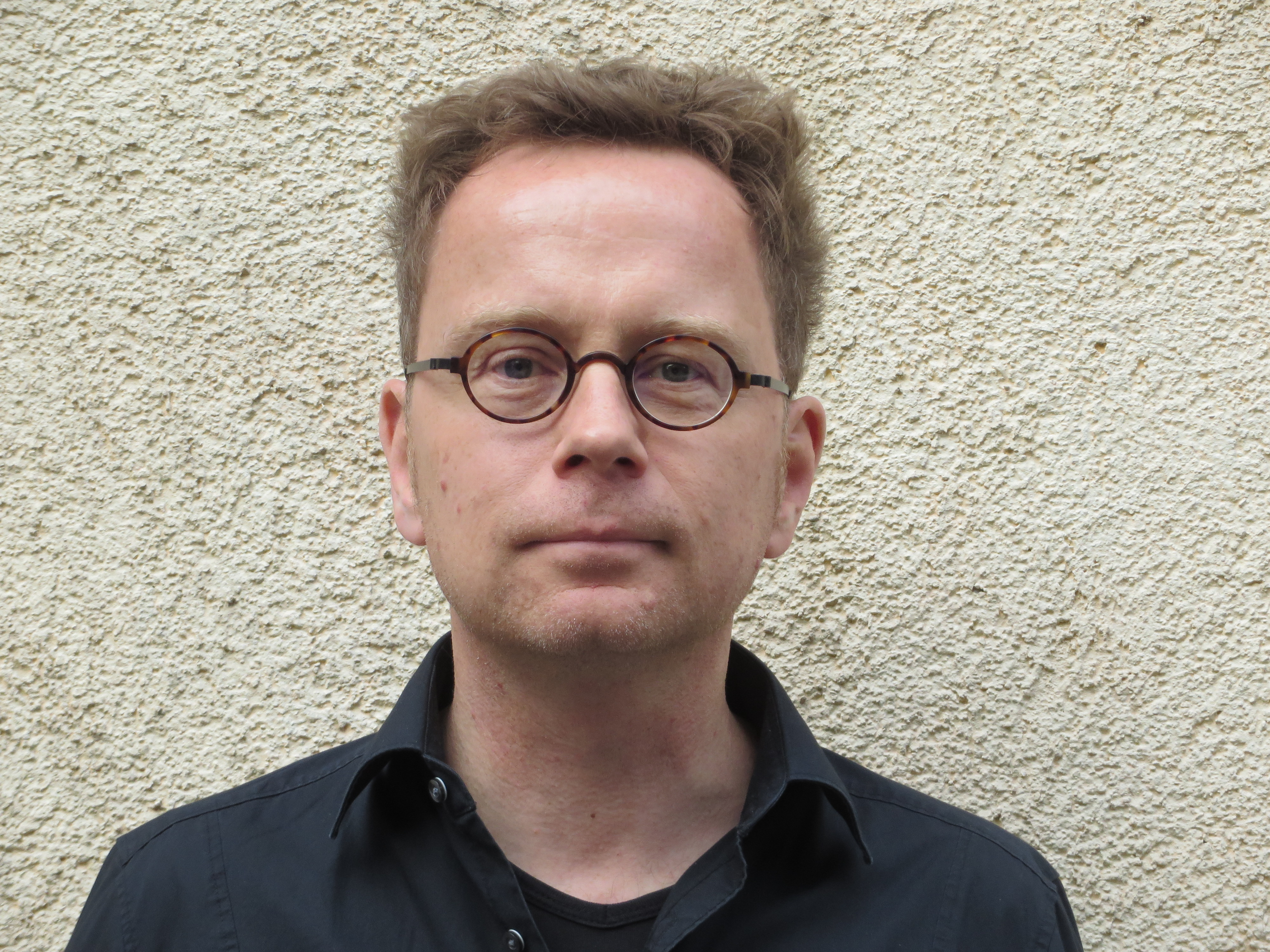
Alex Feuerherdt (* 1969)

- Feuerherdt, Wilhelm (1895–1932), Dessauer Sozialdemokrat und Antifaschist
- Feuerle, Alfons (1885–1968), deutscher Bildhauer und Medailleur
- Feuerlein, Carl Friedrich (1730–1808), württembergischer Regierungsrat
- Feuerlein, Conrad Friedrich (1694–1742), deutscher lutherischer Theologe
- Feuerlein, Friedrich (1664–1716), deutscher lutherischer Theologe
- Feuerlein, Georg Christoph (1694–1756), deutscher Arzt, Naturforscher und Schriftsteller
- Feuerlein, Gustav (1781–1848), schwäbischer Pfarrer, Schriftsteller
- Feuerlein, Jakob Wilhelm (1689–1766), lutherischer Theologe
- Feuerlein, Johann Conrad (1725–1788), deutscher Jurist
- Feuerlein, Johann Jakob (1670–1716), deutscher lutherischer Theologe
- Feuerlein, Johann Konrad (1656–1718), deutscher lutherischer Theologe
- Feuerlein, Konrad (1629–1704), deutscher lutherischer Theologe und Kirchenliedkomponist
- Feuerlein, Otto (1863–1930), Schweizer Physiker, Elektrotechniker und Pionier der Glühlampen-Herstellung
- Feuerlein, Paul Jakob von (1752–1811), deutscher Jurist
- Feuerlein, Walter (1903–1974), deutscher Agraringenieur und Organisator des Weltwettpflügens in Deutschland
- Feuerlein, Wilhelm (1920–2015), deutscher Psychiater und Suchtforscher
- Feuerlein, Willibald (1781–1850), Jurist und erster Stadtschultheiß von Stuttgart
- Feuerlein, Wolfgang (1924–1992), deutscher Fußballspieler
- Feuerlicht, Ignace (1907–1994), US-amerikanischer Germanist und Literaturhistoriker österreichischer Herkunft
- Feuerman, Carole (* 1945), US-amerikanische Bildhauerin und AutorinCarole Feuerman (* 1945)

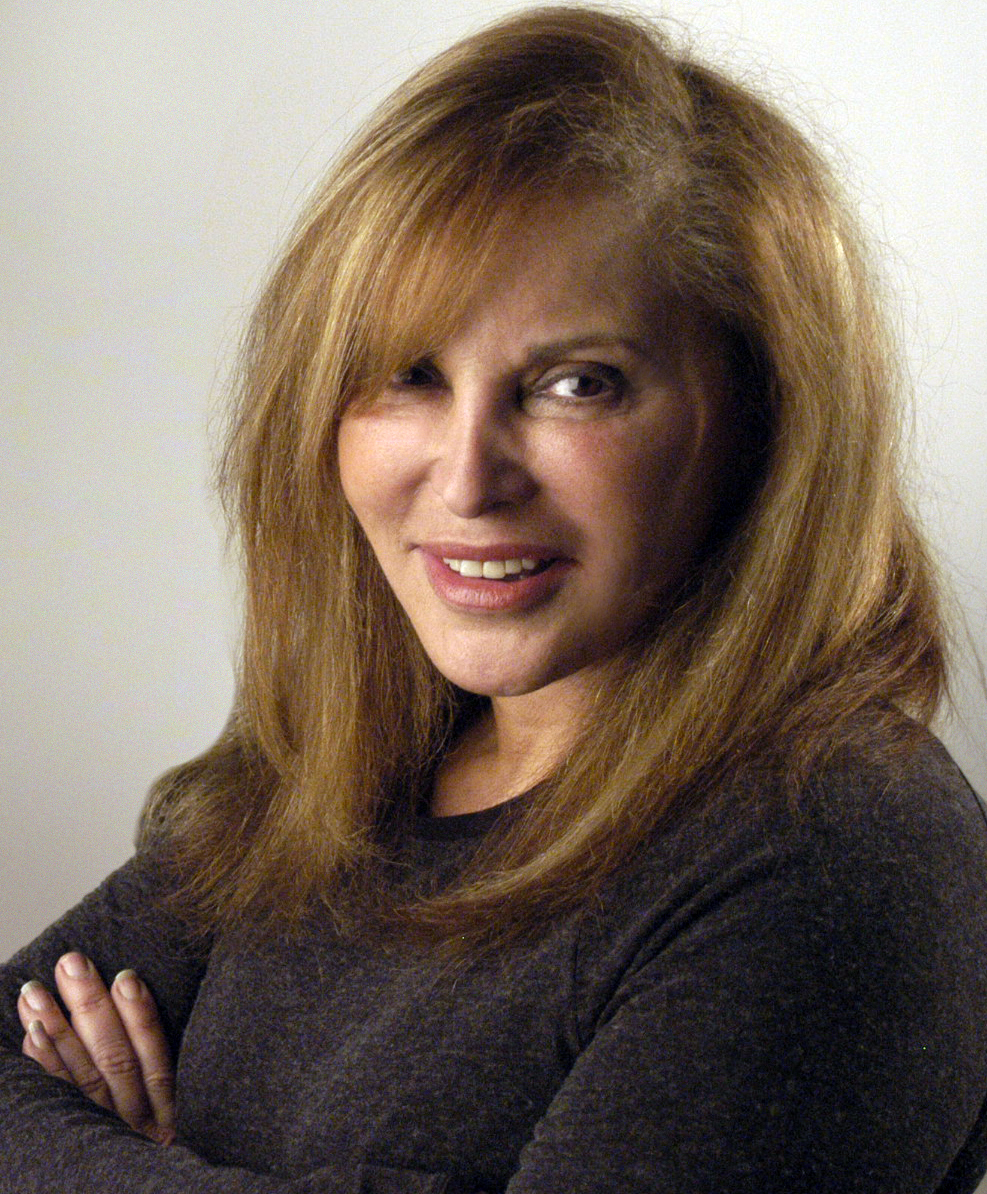
Carole Feuerman (* 1945)

- Feuermann, Emanuel (1902–1942), österreichisch-deutscher Cellist
- Feuerpfeil, Manuel (* 2000), deutscher Basketballspieler
- Feuerriegel, Kurt (1880–1961), deutscher Kunstkeramiker
- Feuersinger, Kurt (1957–2025), österreichischer Fußballspieler und Trainer
- Feuersinger, Miriam (* 1978), österreichische Sängerin (Sopran)
- Feuersinger, Monika (* 1965), österreichische Triathletin
- Feuersinger, Therese (* 1998), österreichische Triathletin
- Feuerstein, Addi (* 1927), deutscher Jazzmusiker (Altsaxophon, Flöte, auch Vibraphon), Arrangeur und Komponist
- Feuerstein, Alfred (1884–1949), deutscher Schutztruppenangehöriger und Postbeamter in Deutsch-Südwestafrika
- Feuerstein, Bernadette (* 1959), österreichische Behindertenaktivistin, Ministerialrätin und Hofrätin
- Feuerstein, Bernhard (* 1983), österreichischer Politiker (ÖVP), Abgeordneter zum Vorarlberger Landtag
- Feuerstein, Carl Friedrich Wolf (1786–1856), deutscher Arzt, preußischer Spion
- Feuerstein, Claire (* 1986), französische Tennisspielerin
- Feuerstein, Dieter W. (* 1955), deutscher DDR-Spion in der Bundesrepublik Deutschland
- Feuerstein, Franz (1866–1939), deutscher Politiker (SPD), MdL und MdR
- Feuerstein, Georg (1947–2012), deutscher Indologe und Buchautor
- Feuerstein, Günther (1925–2021), österreichischer Architekt
- Feuerstein, Guntmar (* 1956), deutscher Musiker, Comedian, Autor und Musikproduzent
- Feuerstein, Heinz Joachim (* 1945), deutscher Psychologe
- Feuerstein, Herbert (1937–2020), österreichisch-deutscher Kabarettist, Schauspieler, Journalist und EntertainerHerbert Feuerstein (1937–2020)

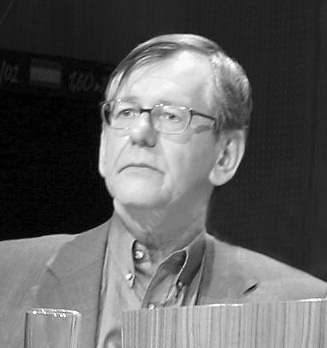
Herbert Feuerstein (1937–2020)

- Feuerstein, Herwart (1860–1932), deutscher Bürgermeister und Politiker, MdL
- Feuerstein, Horst, deutscher Komiker, Moderator und Unterhaltungskünstler
- Feuerstein, Johann (1871–1945), Schweizer Fotograf
- Feuerstein, Josef (1912–2005), österreichischer Politiker (ÖVP), Landtagsabgeordneter zum Vorarlberger Landtag
- Feuerstein, Josef Andreas (1891–1969), österreichischer Politiker und Landtagspräsident von Vorarlberg
- Feuerstein, Karl (1940–1999), deutscher Gewerkschafter
- Feuerstein, Mark (* 1971), US-amerikanischer SchauspielerMark Feuerstein (* 1971)

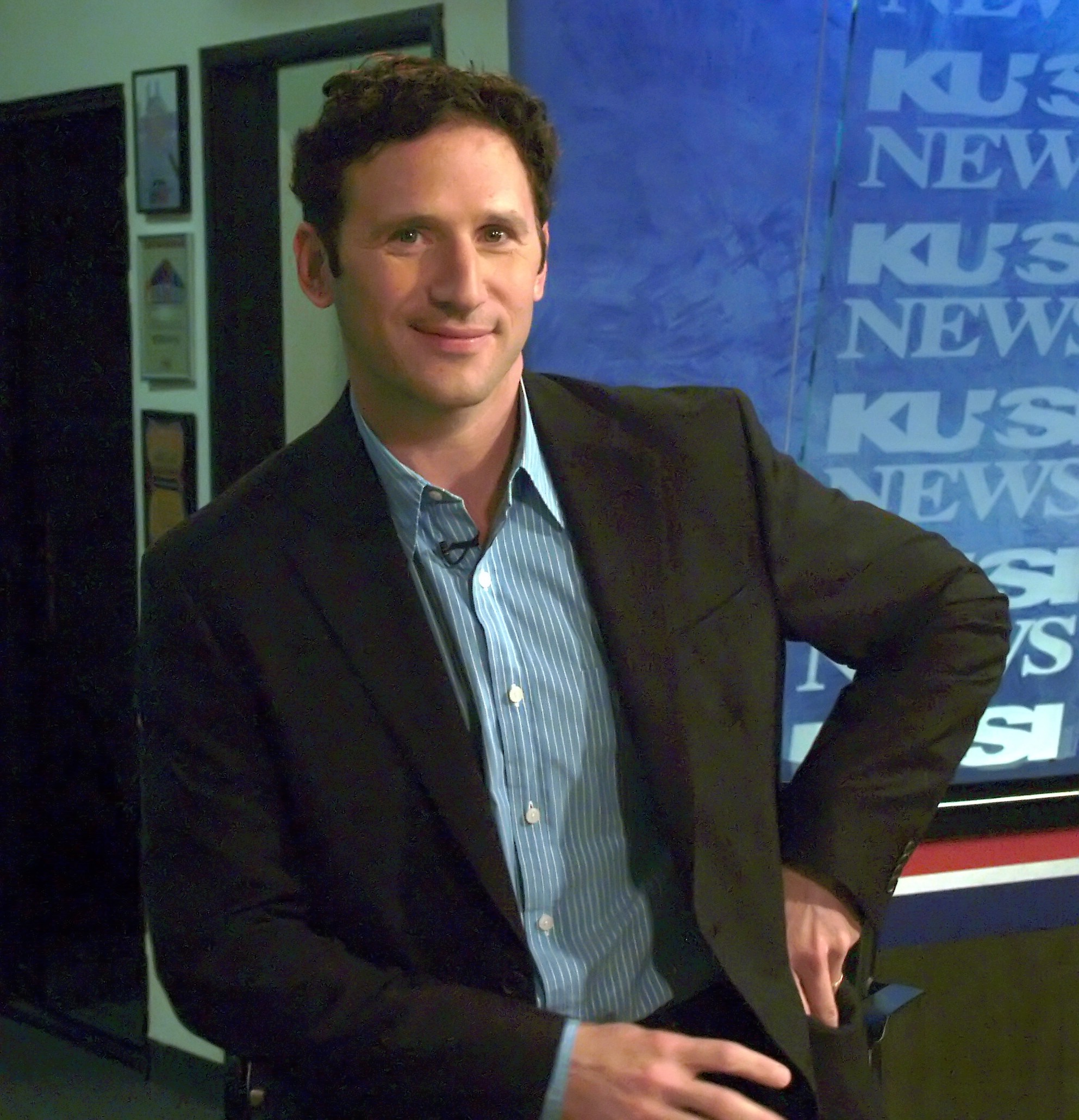
Mark Feuerstein (* 1971)

- Feuerstein, Martin von (1856–1931), deutscher Maler und Hochschullehrer
- Feuerstein, Ralf (* 1963), deutscher Fußballspieler
- Feuerstein, Reuven (1921–2014), israelischer Psychologe
- Feuerstein, Switgard (* 1960), deutsche Ökonomin und Sozialwissenschaftlerin
- Feuerstein, Thomas (* 1968), österreichischer Künstler
- Feuerstein, Valentin Peter (1917–1999), deutscher Kunstmaler, Restaurator und Glasmaler
- Feuerstein-Herz, Petra (* 1956), deutsche Bibliothekarin und Wissenschaftshistorikerin
- Feuerstein-Praßer, Karin (* 1956), deutsche Lehrerin, Historikerin und Sachbuchautorin insbesondere zu Frauenbiographien

### Feug
- Feuge, Oskar (1861–1913), deutscher Opernsänger (Tenor)
- Feugère, Léon (1810–1858), französischer Romanist und Literarhistoriker
- Feugère, Michel (* 1955), französischer Klassischer Archäologe und Kunstmaler
- Feugueray, Guillaume († 1613), französischer evangelischer Theologe

### Feui
- Feuillade, Louis (1873–1925), französischer Filmregisseur
- Feuillâtre, Raphaël (* 1996), französischer klassischer Gitarrist
- Feuillée, Louis (1660–1732), französischer Paulaner-Pater, Forschungsreisender, Astronom, Geograf und Botaniker
- Feuillerat, Albert (1874–1952), französischer Anglist, Romanist und Literaturwissenschaftler
- Feuillerat, Michel (1954–2021), französischer Fußballspieler
- Feuillère, Edwige (1907–1998), französische Schauspielerin
- Feuillet, Ludovic (1880–1955), französischer Radrennfahrer
- Feuillet, Michel (* 1949), französischer Hochschullehrer, Italianist und Kunsthistoriker
- Feuillet, Octave (1821–1890), französischer Schriftsteller
- Feuillet, Raoul-Auger († 1710), französischer Ballettmeister

### Feul
- Feulgen, Robert (1884–1955), deutscher Mediziner und Professor
- Feuling, Daniel (1882–1947), deutscher Benediktiner und katholischer Religionsphilosoph
- Feulner, Adolf (1884–1945), deutscher Kunsthistoriker
- Feulner, Hans-Jürgen (* 1965), deutscher Theologe
- Feulner, Hans-Oskar (* 1954), deutscher Fußballspieler
- Feulner, Lisa (* 1990), deutsche Fußballspielerin
- Feulner, Manfred (1922–2011), deutscher Gymnasiallehrer, Sachbuchautor und Gemeindearchivar
- Feulner, Markus (* 1982), deutscher FußballspielerMarkus Feulner (* 1982)

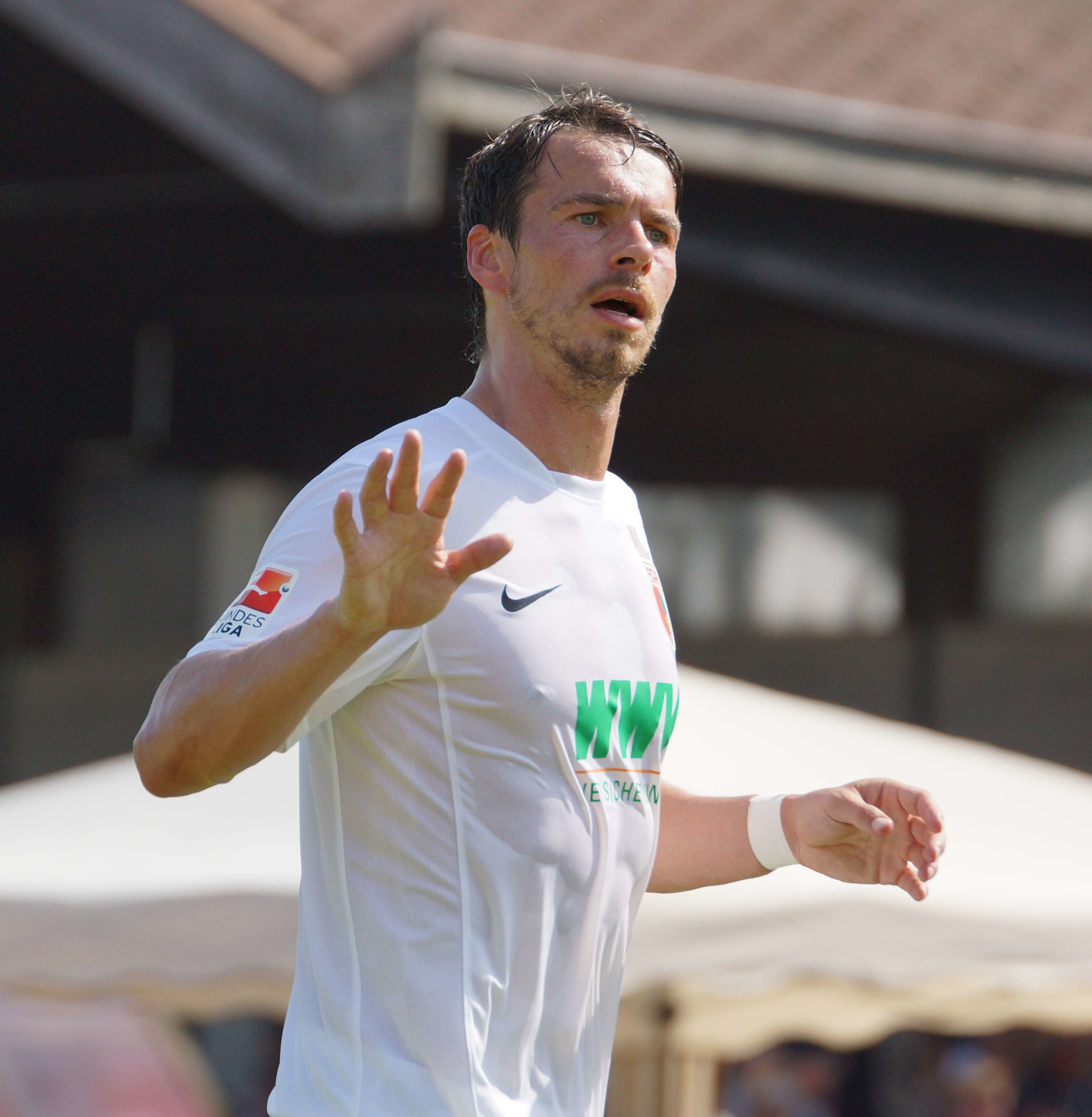
Markus Feulner (* 1982)

- Feulner, Rüdiger (* 1969), deutscher Theologe und Diplomat

### Feuq
- Feuquières, Philibert-Charles de Pas de (1657–1726), französischer Bischof

### Feur
- Feur, Henri (1837–1926), französischer Glasmaler
- Feur, Marcel (1872–1934), französischer Glasmaler
- Feure, Georges de (1868–1943), französischer Maler des Jugendstils, Bühnenbildner und Industriedesigner
- Feureisl, Jiří (1931–2021), tschechoslowakischer Fußballspieler
- Feurer, August (1873–1943), württembergischer Oberamtmann
- Feurer, Conrad († 1323), Bürgermeister der Reichsstadt Heilbronn
- Feurer, Hans (1939–2024), Schweizer Modefotograf
- Feurer, Herbert (* 1954), österreichischer Fußballspieler
- Feurer, Jakob (1912–1999), katholischer Priester und Gründer des Schweizer Bauordens
- Feurer, Peter († 1553), Bürgermeister der Reichsstadt Heilbronn (1551–1553)
- Feurer, Reto (* 1945), deutsch-schweizerischer Schauspieler, Kunsthistoriker und Antiquar
- Feurer, Thomas (* 1953), Schweizer Politiker (ÖBS/GLP)
- Feurer, Werner (* 1944), österreichischer Politiker (SPÖ), Landtagsabgeordneter
- Feurer, Wolf († 1557), Bürgermeister von Heilbronn
- Feurich, Christa (* 1948), deutsch-Schweizer Opfer der Diktatur in der DDR
- Feurich, Greta (* 1936), deutsche Feldhockeyspielerin
- Feurich, Hermann (1854–1925), deutscher Klavierbauer
- Feurich, Jonathan (* 1989), deutscher Schauspieler
- Feurich, Julius (1821–1900), Klavierbauer
- Feurich, Walter (1922–1981), deutscher evangelisch-lutherischer Geistlicher, inoffizieller Mitarbeiter der DDR-Staatssicherheit
- Feurig, Adolf (1830–1890), deutscher Kommunalpolitiker und Stadtrat
- Feuring, Adolf (1902–1998), deutscher Verwaltungsbeamter und Politiker (SPD), MdB
- Feuring, Arne (* 1963), deutscher Verwaltungsjurist und Polizeibeamter
- Feurstein, Christian (1958–2017), österreichischer Zisterzienser, Abt des Stifts Rein
- Feurstein, Christoph (* 1972), österreichischer JournalistChristoph Feurstein (* 1972)

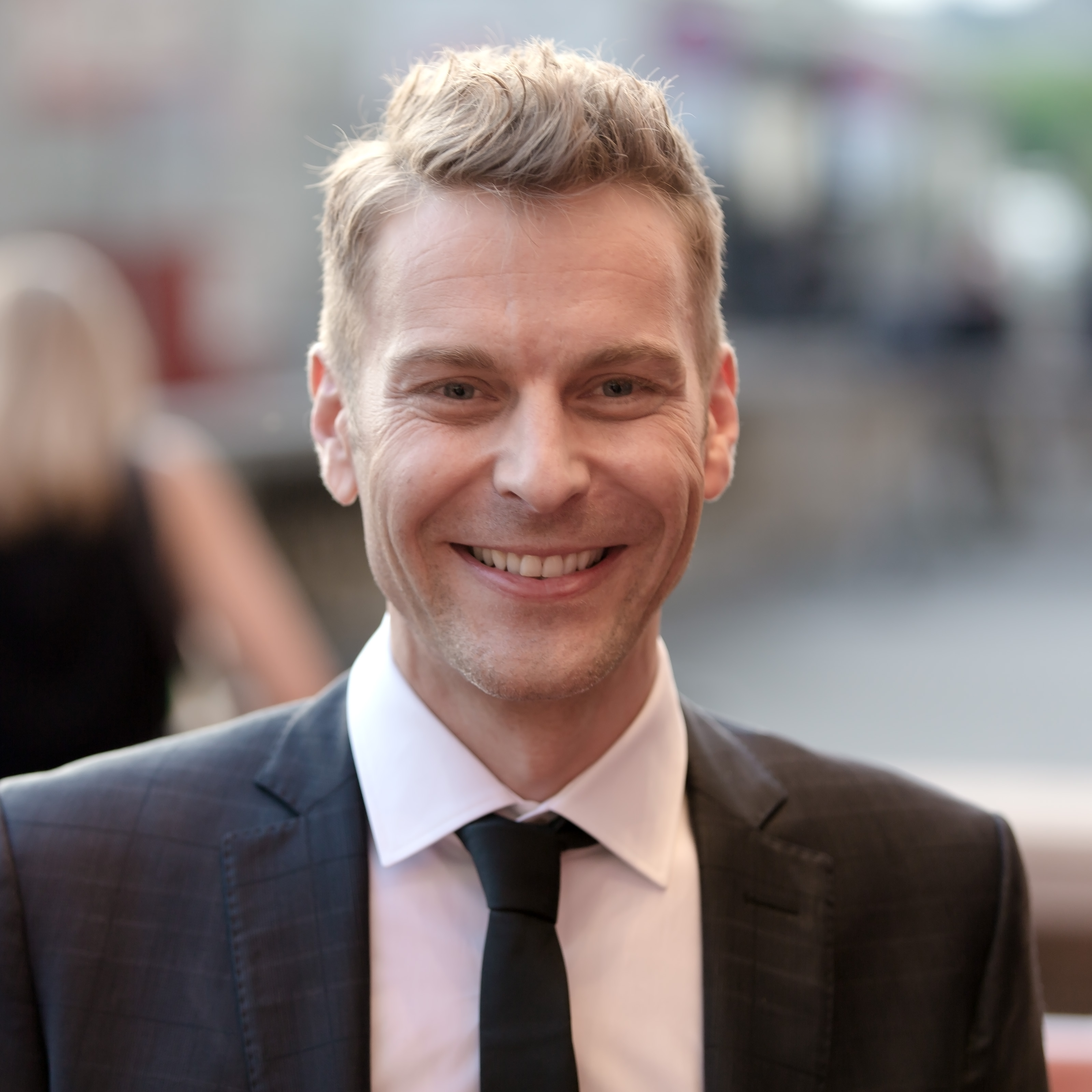
Christoph Feurstein (* 1972)

- Feurstein, Claudia (* 1973), österreichische Juristin, Bezirkshauptfrau von Dornbirn
- Feurstein, Gottfried (1939–2024), österreichischer Wirtschaftswissenschaftler und Politiker (ÖVP), Abgeordneter zum Nationalrat
- Feurstein, Heinrich (1877–1942), deutscher katholischer Priester und Kunsthistoriker
- Feurstein, Josef (1887–1973), österreichischer Politiker (CSP), Landtagsabgeordneter zum Vorarlberger Landtag
- Feurstein, Klaus (* 1972), österreichischer Landesvolksanwalt
- Feurstein, Lukas (* 2001), österreichischer Skirennläufer
- Feurstein, Patrick (* 1996), österreichischer Skirennläufer
- Feurstein, Stefan (* 1996), österreichischer Radballer
- Feurstein, Valentin (1885–1970), österreichischer General
- Feurstein-Hosp, Nicole (* 1982), österreichische Politikerin (FPÖ), LandtagsabgeordneteNicole Feurstein-Hosp (* 1982)

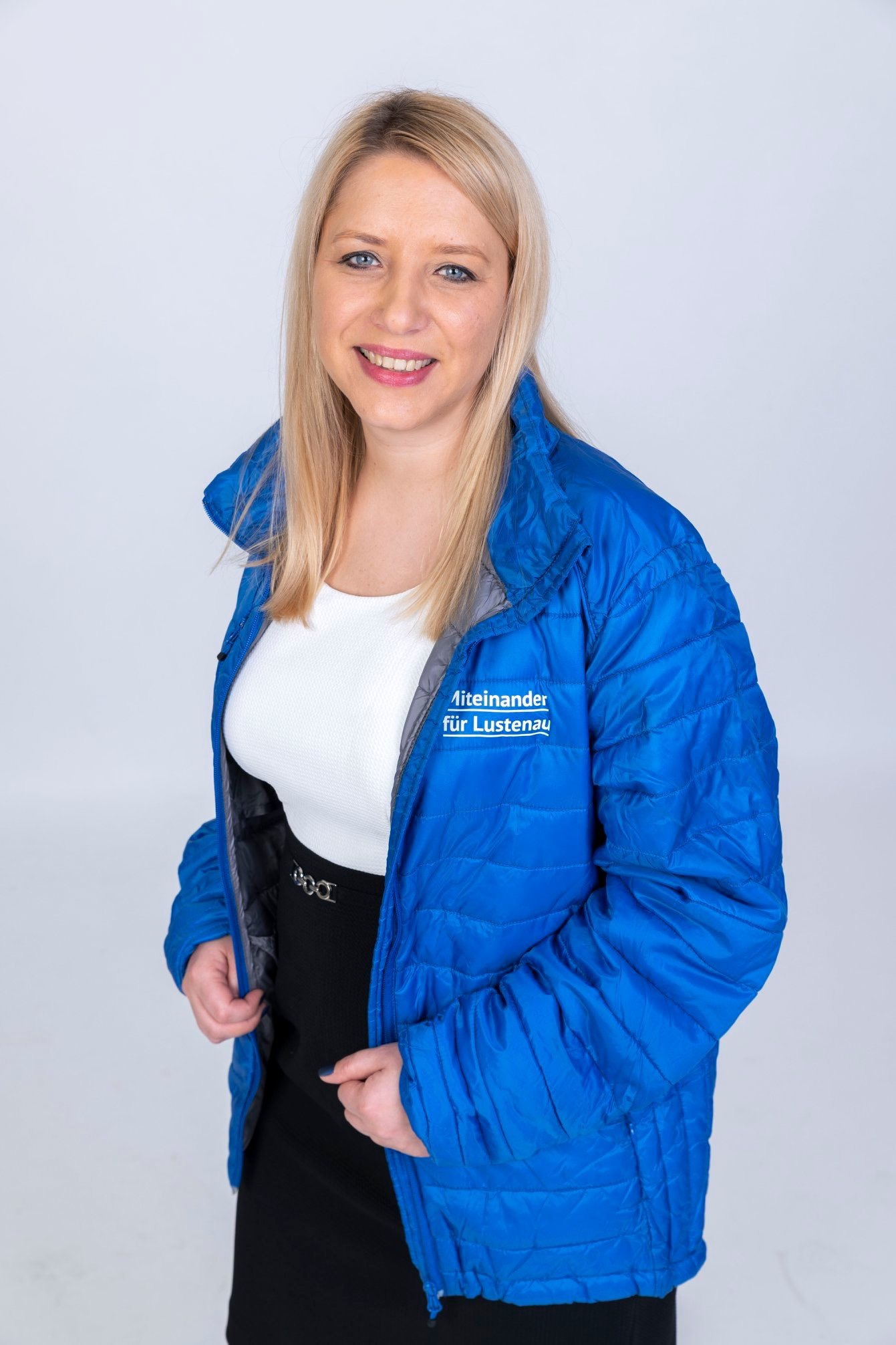
Nicole Feurstein-Hosp (* 1982)

- Feury, Ida von (1877–1957), deutsche Baronin und Überlebende des Holocaust
- Feury, Joseph (* 1939), US-amerikanischer Theaterschauspieler, Dokumentarfilmer und Maler
- Feury, Otto Freiherr von (1906–1998), deutscher Politiker (CSU), MdL, MdB und Bauernfunktionär

### Feus
- Feuser, Astrid Karuna (* 1951), deutsche Malerin
- Feuser, Georg (* 1941), deutscher Erziehungswissenschaftler
- Feuser, Stefan (* 1977), deutscher Klassischer Archäologe
- Feuser, Willfried (1928–2000), deutscher Literaturwissenschaftler
- Feusi, Balthasar (1854–1936), Jesuit und Missionar
- Feusi, Hermann (1906–1988), Schweizer Politiker (FDP)
- Feuß, Hans (* 1952), deutscher Politiker (SPD), MdL
- Feuß, Hans-Jürgen (* 1941), deutscher Politiker (SPD), MdBB
- Feuß, Rudolph (1862–1945), deutscher Pädagoge und Senator
- Feußner, Eva (* 1963), deutsche Politikerin (CDU), MdLEva Feußner (* 1963)

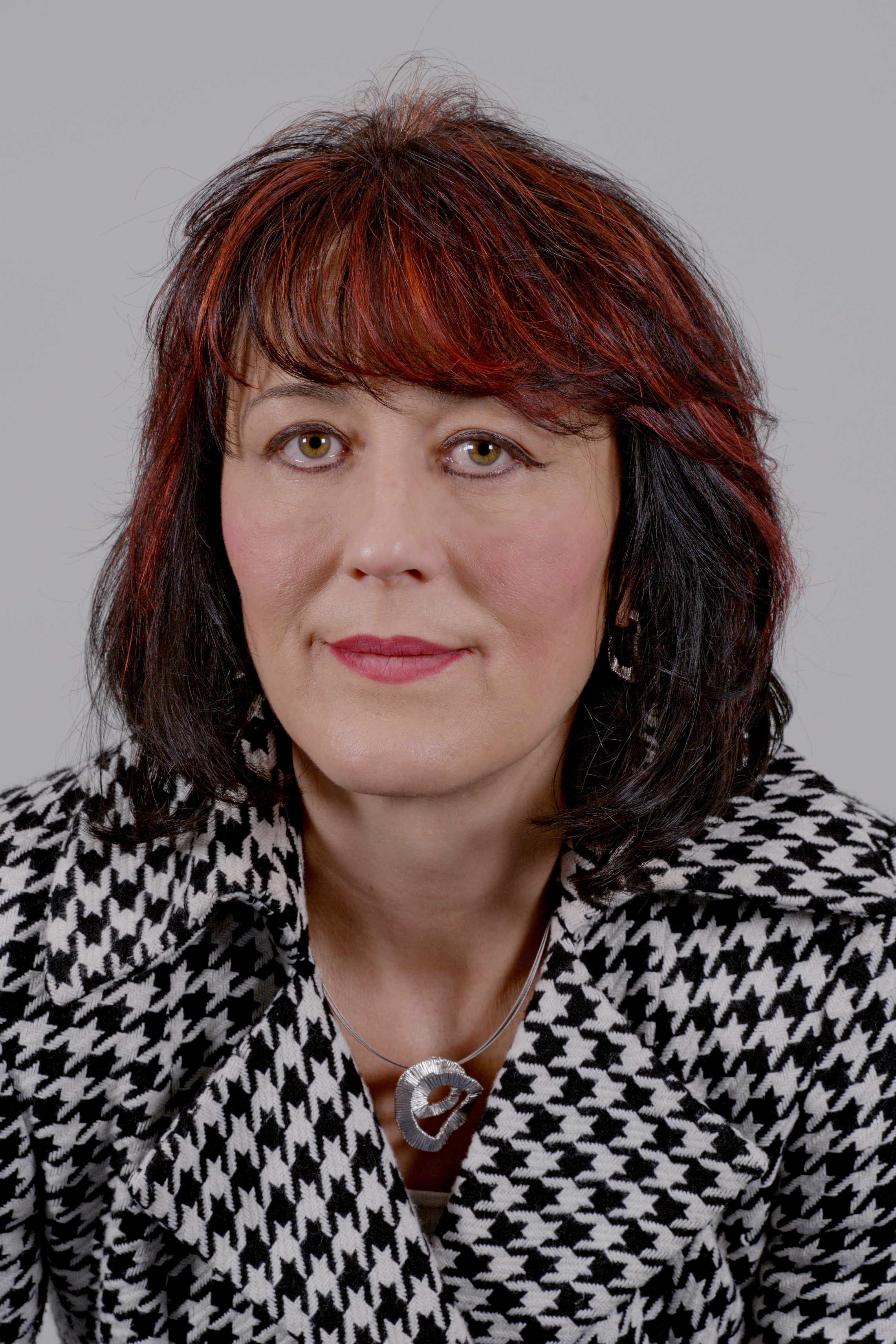
Eva Feußner (* 1963)

- Feußner, Ivo (* 1964), deutscher Pflanzenbiochemiker
- Feußner, Karl (1855–1915), deutscher Elektrotechniker
- Feußner, Karl-Eberhard (* 1959), deutscher Kunsthistoriker
- Feussner, Otto (1890–1934), deutscher Physiker
- Feußner, Wilhelm (1843–1928), deutscher Physiker
- Feust-Göthe, Susanne (1836–1886), deutsche Theaterschauspielerin, Komikerin und Sängerin (Sopran)
- Feustel, Andrew Jay (* 1965), US-amerikanischer Astronaut
- Feustel, August (1828–1896), deutscher Kaufmann und Politiker
- Feustel, Bernd (1954–2012), deutscher Schachmeister
- Feustel, Franz (1860–1945), deutscher Parlamentarier und Journalist im Fürstentum Reuß älterer Linie
- Feustel, Friedrich (1824–1891), deutscher Bankier und Politiker (NLP), MdR, Freund Richard Wagners
- Feustel, Günther (1924–2011), deutscher Autor von Kinder- und Jugendliteratur
- Feustel, Ingeborg (1926–1998), deutsche Schriftstellerin
- Feustel, Jan-Michael (1951–2009), deutscher Mathematiker und Kunsthistoriker
- Feustel, Paul Hermann (1899–1973), deutscher SS-Hauptsturmführer und Kriegsverbrecher
- Feustel, Robert (* 1979), deutscher Politikwissenschaftler
- Feustel, Rudolf (1925–2018), deutscher Prähistoriker
- Feustel, Wolfgang (* 1932), deutscher Oberst im Ministerium für Staatssicherheit (MfS) der DDR
- Feustel-Büechl, Jörg (* 1940), deutscher Raumfahrtfunktionär
- Feuster, Edmund (1954–2025), deutscher Politiker (SPD), MdL
- Feustking, Friedrich Christian († 1739), deutscher Dichter und Librettist
- Feustking, Johann Heinrich (1672–1713), deutscher evangelischer Theologe

### Feut
- Feutner, Wilhelm (1905–1979), deutscher Politiker (KPD), MdL
- Feutsa, Lucas, kamerunischer Radrennfahrer

### Feuz
- Feuz, Beat (* 1987), Schweizer SkirennfahrerBeat Feuz (* 1987)

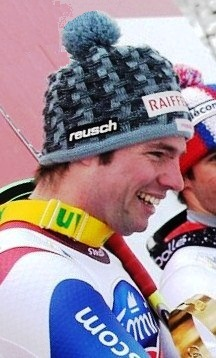
Beat Feuz (* 1987)

- Feuz, Ernst (1908–1988), Schweizer Skisportler